# Линниченко Платон Костянтинович
Плато́н Костянти́нович Линниче́нко (6 серпня 1884, Гармацьке — листопад 1937) — правознавець, земський і громадський діяч.
Народився в батьківському маєтку свого батька у селі Гармацьке Цибулівської волості Балтського повіту Подільської губернії.

## Життєпис
Близько 1905 року закінчив гімназію, коло 1910 — юридичний факультет Київського університету.
Почав службу в Балтській повітовій земській управі. 1912 обраний заступником голови управи і членом правління Київського земського товариства з продажу сільськогосподарських машин.
З початком Першої світової війни є уповноваженим Київського губернського комітету Всеросійського земського союзу допомоги хворим і пораненим воїнам, служив у 2-му передовому лікарсько-харчувальному загоні.
У травні 1915 обраний членом Головного комітету Всеросійського земського союзу. З серпня 1915 очолював відділ допомоги Південно-Західного фронту постраждалому від війни населенню.
На початку 1917 — уповноважений Головного комітету Всеросійського земського союзу на Південно-Західному фронті.
Д. Дорошенко писав, що в тім часі Линниченко мав значну роль в облаштуванні життя населення на підлеглих російській військовій адміністрації територіях Галичини й Буковини. Нагороджений орденом князя Володимира 4-го ступеня з мечами і бантом.
В березні 1917 Київський земський з'їзд обирає його членом Київського губернського виконавчого комітету.
Ініціював утворення Галицько-Буковинської комісії у яку ввійшли також представники української громадськості — М. Грушевський та Т. Окуневський, та Єврейського комітету товариства допомоги постраждалим від війни. Склав план організації цивільного управління Галичиною й Буковиною, після його схвалення Галицько-Буковинською комісією подав в кінці березня з І. Красковським військовому командуванню та міністрам Тимчасового уряду.
19 (6) квітня Тимчасовий уряд розглянув записку, по доповіді П. Мілюкова вирішує прийняти до керівництва, йому запропоновано очолити адміністрацію Галичини в Тернополі, але він відмовився.
15 червня 1917 — помічник крайового комісара Галичини і Буковини.
За доби гетьманату працював у міністерстві продовольчих справ.
20 травня 1918 за клопотанням С. Шелухина включений до складу української делегації на мирних переговорах з РСФРР.
Груднем 1918 працює співробітником Українського комітету Червоного Хреста.
Один з організаторів Червоного Хреста УРСР, а в 1921—1928 роках — заступник голови президії.
1922 року був представником місії Нансена в Києві (Голодомор в Україні 1921—1923), займався організацією продовольчих пайків голодуючим, організацією сотень безкоштовних їдалень.
Був у складі редакційної колегії журналу «Вісник Червоного Хреста УРСР».
Вийшло друком кілька його популярних книжок.
Працював старшим економістом Казахпромради. 31 жовтня 1937 заарештований. 25 листопада трійка при Управлінні НКВС по Алма-Атинській області засудила його до смерті за «активні дії проти революційного руху під час перебування на відповідальних посадах за царського ладу або контрреволюційних урядів під час громадянської війни».
Реабілітований 16 січня 1989 року.